# Nuño Sánchez
Nuño Sánchez Nunó Sanç, in catalano, Nuño Sánchez in spagnolo e Nuno Sanche in francese (1185 – 1242) fu conte consorte di Bigorre, per circa un anno, tra il 1215 ed il 1216, poi fu conte di Cerdagna e conte di Rossiglione dal 1226, alla sua morte.

## Origini
Era, secondo la Ex Gestis Comitum Barcinonensium, l'unico figlio maschio del conte di Provenza, conte di Cerdagna e conte di Rossiglione ed infine reggente della Corona d'Aragona (durante la prigionia e la minor età del nipote il re, Giacomo I), Sancho I e della sua seconda moglie, Sancha Núñez de Lara ( † 1210), figlia di Nuño Pérez de Lara (come ci conferma la Ex Gestis Comitum Barcinonensium), alfiere del re di León e Castiglia Alfonso VII l'Imperatore e di Teresa Fernández de Traba, figlia illegittima di Ferdinando Pérez de Traba Conte di Trastámara.
Sancho I di Provenza, secondo la Ex Brevi Historia Comitum Provinciæ e familia comitum Barcinonensium era figlio ultimogenito della regina d'Aragona e contessa di Sobrarbe e Ribagorza, Petronilla e del principe d'Aragona e conte di Barcellona, Gerona, Osona e Cerdagna, Raimondo Berengario IV che, secondo la Ex Brevi Historia Comitum Provinciæ e familia comitum Barcinonensium era figlio del conte di Barcellona, Gerona, Osona e Cerdagna, Raimondo Berengario III e della contessa di Provenza e Gévaudan, Dolce I, figlia primogenita del Visconte di Millau, di Gévaudan, e di Carlat, Gilberto I di Gévaudan e della Contessa di Provenza, Gerberga (come ci viene confermato dalle Note dell'Histoire Générale de Languedoc, Tome II), figlia secondogenita del conte di Provenza, Goffredo I e della moglie Stefania o Dolce (?- dopo il 1096, anno in cui Stefania fece una donazione per l'anima del figlio Bertrando), come viene riportato a pagina 529 delle Note dell'Histoire Générale de Languedoc, Tome II; secondo lo storico Szabolcs de Vajay, Stefania era viscontessa di Marsiglia, figlia del visconte di Marsiglia, Guglielmo II.
Sua nonna, Petronilla, secondo la Ex Brevi Historia Comitum Provinciæ e familia comitum Barcinonensium era figlia del re d'Aragona e conte di Sobrarbe e Ribagorza, Ramiro II e della moglie, Matilde (o Agnese) di Poitiers (1103-ca. 1160), figlia legittima del duca d'Aquitania e conte di Poitiers, Guglielmo IX (questa tesi è sostenuta, sia dal Chronicon sancti Maxentii Pictavensis, Chroniques des Eglises d'Anjou che dalla Ex Gestis Comitum Barcinonensium, e anche dalla Crónica de San Juan de la Peña. Infine, secondo le Europäische Stammtafeln, vol II, 58 e 76 (non consultate) era figlia illegittima di Guglielmo IX) e vedova del visconte Emerico V di Thouars (questo matrimonio è confermato dalla donazione n° CXLVII del Cartulaire de l'abbaye de la Sainte-Trinité de Tiron, Tome I, del 1030 circa, fatta unitamente da Emerico e Agnese), che si era dimostrata fertile col suo primo marito, come ci conferma il documento n° 1159 della Chronique de Robert de Torigni, abbé de Mont-Saint-Michel, Tome I, dove la sposa e chiamata Matilde; e la Ex Fragmentis Chronicorum Comitum Pictaviæ, Ducum Aquitaniæ dove la sposa è chiamata Matilde (Mahauda), detta Agnese (Agnes dicta), che però sostiene, assieme ad altre fonti non primarie che Agnese era la figlia di Guglielmo, signore di Puy-du-Fou.

## Biografia
Nuno viene citato, per la prima volta in un documento dei Tumbos del monasterio de Sobrado de los monjes, in cui si dice che sua madre la contessa Sancha, assieme a Nuno, l'11 novembre 1204 fece una donazione al monastero di Santa María de Sobrado.
Secondo Antonio Sánchez de Mora, nel suo La nobleza castellana en la plena Edad Media: el linaje de Lara, Nuno, nel 1208 confermò una donazione di sua cugina Inés Gómez, figlia del conte Gómez González de Manzanedo al Monastero di Aguilar de Campoo, e nel 1212, fu armato cavaliere alla battaglia di Las Navas de Tolosa, a cui partecipò.
Nel 1210 era entrato in possesso dell'eredità della madre, alcuni territori in Galizia.
Fu al seguito del re d'Aragona, Pietro II il Cattolico, nel suo intervento nella contea di Tolosa, e anche dopo la morte di Pietro II alla battaglia di Muret, continuò a combattere contro Simone di Monfort.
Nel 1209, alla morte di suo cugino, il conte di Provenza, Alfonso II. L'altro suo cugino, il re d'Aragona, Pietro II aveva nominato suo padre Sancho governatore della Provenza e signore della Linguadoca. Ma, nel 1213, dopo la morte di Pietro II, nella battaglia di Muret, suo padre fu nominato reggente per conto del pronipote, il giovane re d'Aragona e conte di Barcellona, Giacomo I, come lo stesso Giacomo ci conferma nella sua autobiografia Historia del rey de Aragón Don Jaime I, lasciando a Nuno la reggenza della contea di Provenza (il documento n° 164 delle Inventaire chronologique des chartes de la famille de Baux lo cita come rappresentante della contea a nome di suo padre, Il conte Sancho ed il conte di Provenza, Raimondo Berengario IV.
Nuno tenne la reggenza sino al 1216, quando Raimondo Berengario IV ritornando nella contea di Provenza dal regno di Aragona dove era stato educato, prese possesso del suo titolo.
In quel periodo suo padre gli concesse il governo delle contee di Rossiglione e di Cerdagna, infatti ancora dai Tumbos del monasterio de Sobrado de los monjes, veniamo a conoscenza che, il 2 ottobre 1217, Nuno rilasciò un documento in cui si dichiara signore del Rossiglione, del Conflent, della Cerdagna e del Vallespir (Nuno Sancii dominus Rossilionis, Confluentis, Cerritaniæ et Vallispirii).
Un altro documento, datato 17 dicembre 1218, ci conferma che era a fianco del padre, nella reggenza della corona d'Aragona, in quanto conferma la sua protezione al visconte Arnaldo di Castrobono ad eccezione del re, di suo padre e della contessa di Urgell, Elvira Perez (....domini regis Aragoniæ et domini comitis Sancii patris mei et domine Alvire Urgellensis comitisse...).

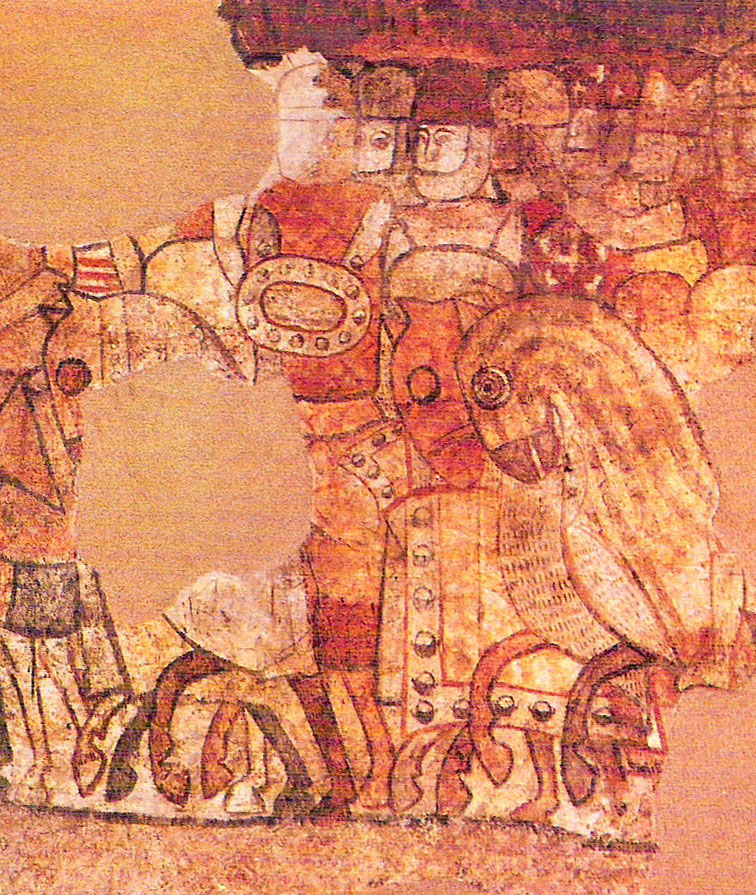
Rappresentazione di Nuño Sánchez alla conquista di Maiorca

Negli anni che seguirono, Nuno, a fianco del padre, combatté contro la coalizione, in cui militava anche il cugino Nuno e zio di Giacomo, Ferrante, che cercava di usurpare il regno a Giacomo I, e che, secondo Antonio Sánchez de Mora, riuscì a catturare il re. Allora Nuno guidò la delegazione che venne a patti coi ribelli che liberarono il re e praticamente nel 1226, la ribellione era terminata.
In quello stesso anno, suo padre, Sancho che aveva tenuto la reggenza del regno, sino a che Giacomo aveva raggiunto la maggior età, morì e Nuno gli subentrò nei titoli delle contee di Cerdagna e Rossiglione, che già governava.
Sempre in quell'anno, da Luigi VIII di Francia ottenne le viscontee di Fenollet e Perapertusa, per l'aiuto che gli aveva dato durante la crociata albigese.
Nel 1229 fu con Giacomo I nella conquista di Valencia e di Maiorca.
Nel 1234, dopo la conquista di Ibiza, Nuno ottenne delle signorie, nel regno di Maiorca.
Dopo ebbe un contrasto col re, Giacomo I, in quanto aveva reclamato il possesso perpetuo delle sue ed altre (tra cui la Provenza) contee come era previsto nel testamento di suo nonno, Raimondo Berengario IV di Barcellona, ratificato da Alfonso II di Aragona. Fu deciso di affidarsi ad un arbitrato, che si tenne nel maggio del 1235 e che stabilì che gli fossero concesse le sue contee, ma che, in caso di mancanza di eredi legittimi i suoi possedimenti sarebbero tornati alla corona.
Quindi per gli ultimi anni della sua vita fu confermato conte, signore del Rossiglione, del Conflent, della Cerdagna e del Vallespir (dominus Rossilionis, Confluentis, Cerritaniæ et Vallispirii).
Nuño Sánchez morì nel 1242 ed i suoi titolo, in mancanza di eredi, andarono al re della corona d'Aragona, Giacomo I.

## Matrimoni e discendenza
Nel 1215, Nuno aveva sposato la contessa di Bigorre e viscontessa di Marsan, Petronilla ( † 1251), figlia di Bernardo IV, conte di Comminges e di Bigorre e di sua moglie, Beatrice di Marsan Viscotessa di Marsan e Contessa di Bigorre, da cui si separò, nel 1216, ed in quello stesso anno ottenne l'annullamento.
Petronilla era vedova del suo primo marito, Gastone VI di Moncada Visconte di Béarn. Dopo l'annullamento del matrimonio, Petronilla si sposò altre tre volte: la terza volta, nel novembre 1216, con Guido di Montfort ( † ucciso in battaglia, nel 1220), il figlio cadetto di Simone di Monfort e Alix de Montmorency; rimasta vedova si sposò, per la quarta volta, tra il 1221 ed il 1223, col compagno d'armi di Guido, Aymar de Rancon ( † 1224), figlio del Signore di Taillebourg, Goffredo V; rimasta vedova ancora una volta, si sposò, per la quinta ed ultima volta, nel 1228, con Boson de Mastas Signore di Cognac.
Verso il 1220, Nuno sposò Teresa López de Haro, figlia di Lupo Díaz, detto “Cabeza bravo” Signore di Vizcaya e Signore di Haro e della moglie, Urraca Alfonso di León, che, secondo il Nobiliario di Pietro Alfonso, conte di Barcelos era la figlia illegittima del re di León, Alfonso IX e della sua amante, Ines Íñiguez de Mendoza.
Teresa, rimasta vedova si risposò, nel marzo 1243, con Rodrigo González de Girón, figlio, secondo il Nobiliario di Pietro Alfonso, conte di Barcelos di Gonzalo Rodríguez Girón, e della moglie, María Rodríguez.
Nonostante i due matrimoni, Nuno morì senza lasciare alcuna discendenza come ci viene confermato anche dalla Ex Gestis Comitum Barcinonensium.

### Fonti primarie
- (LA)  Rerum Gallicarum et Francicarum Scriptores, tome XII.
- (LA)  Chronicon sancti Maxentii Pictavensis.
- (LA)  Cartulaire de l'abbaye de la Sainte-Trinité de Tiron, Tome I.
- (LA)  Monumenta Germaniae Historica, Scriptores, Tomus XXIII.
- (LA)  Cartoulaire de Marseille Saint-Victor Tome I.
- (LA)  Histoire Générale de Languedoc, Tome IV, Notes.
- (LA)  Pruebas de la Historia de la Casa de Lara.

### Letteratura storiografica
- Frederick Maurice Powicke, I regni di Filippo Augusto e Luigi VIII di Francia, in Storia del mondo medievale, vol. V, 1999, pp. 776–828;
- Rafael Altamira, La Spagna (1031-1248), in Storia del mondo medievale, vol. V, 1999, pp. 865–896;
- Edgar Prestage, Il Portogallo nel Medioevo, in Storia del mondo medievale, vol. VII, 1999, pp. 576–610
- (ES)  Crónica de San Juan de la Peña.
- (LA)  Chronique de Robert de Torigni, abbé de Mont-Saint-Michel, Tome I.
- (FR)  Histoire générale de Languedoc, Notes, tomus II.
- (ES)  Historia del rey de Aragón Don Jaime I.
- (ES)  Antonio Sánchez de Mora, La nobleza castellana en la plena Edad Media: el linaje de Lara.
- (FR)  Inventaire chronologique des chartes de la famille de Baux.
- (ES)  Nobiliario di Pietro Alfonso, conte di Barcelos.